# Governo Rumor V

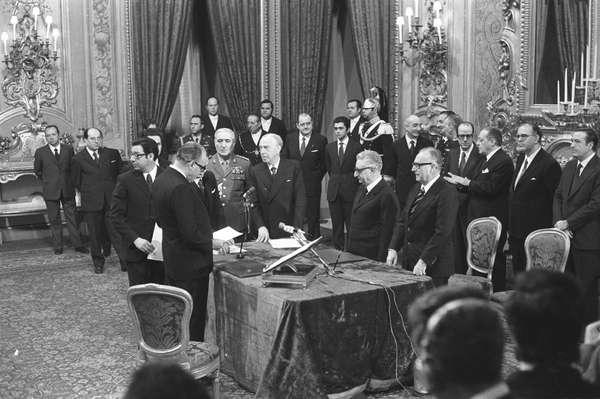
Intervento del Presidente della Repubblica Giovanni Leone alla cerimonia di giuramento dei ministri del V governo Rumor

Il governo Rumor V è stato il trentesimo esecutivo della Repubblica Italiana, il terzo della VI legislatura.
Rimase in carica dal 15 marzo al 23 novembre 1974, per un totale di 253 giorni, ovvero 8 mesi e 8 giorni.

## Storia
Il quinto governo Rumor è il canto del cigno di un centro-sinistra che appariva logorato già alla caduta dell'esecutivo precedente. Il proseguimento dell'esperienza del tripartito DC-PSI-PSDI con l'appoggio esterno del PRI è stata fortemente voluta da Fanfani, che è riuscito a convincere in tal senso i direttivi dei gruppi parlamentari, ma il partito è lacerato dalla spinosa questione del divorzio. In particolare tra i sostenitori dei comitati civici di Luigi Gedda e i fautori della libertà di scelta. La vittoria del NO all'abrogazione della legge segna una pesante sconfitta per la maggioranza centrista che governa il partito di maggioranza, e la successiva sconfitta in un turno elettorale amministrativo parziale sembra dover provocare le dimissioni del segretario. Fanfani, da parte sua, rifiuta di farsi da parte e per rivalsa mette in atto una gestione autoritaria del partito che non ottiene altro effetto che marcare le divisioni con le correnti di sinistra. La scarsa capacità decisionale della DC si ripercuote sulla stabilità e la capacità dirigenziale dell'esecutivo, che si trova alle prese coi problemi del terrorismo, dell'ordine pubblico minato dagli scioperi, del carovita e dalle prime avvisaglie del caso Sindona Rumor presenta le dimissioni già il 10 giugno (ritirate dopo un accordo sulla politica economica col PSI) e le reitera quando si profila il ritiro dei ministri socialdemocratici.

## Compagine di governo

### Sostegno parlamentare
| Camera dei deputati | Camera dei deputati | Seggi                |
| ------------------- | --- | -------------------- |
|                     | Democrazia Cristiana Partito Socialista Italiano Partito Socialdemocratico Italiano Partito Repubblicano Italiano Südtiroler Volkspartei Union Valdôtaine Totale Maggioranza | 266 61 29 15 3 1 375 |
|                     | Partito Comunista Italiano Movimento Sociale Italiano Partito Liberale Italiano Totale Opposizione                                                                           | 179 56 20 255        |
| Totale              | Totale | 630                  |

| Senato della Repubblica | Senato della Repubblica | Seggi               |
| ----------------------- | --- | ------------------- |
|                         | Democrazia Cristiana Partito Socialista Italiano Partito Socialdemocratico Italiano Partito Repubblicano Italiano Südtiroler Volkspartei Union Valdôtaine Totale Maggioranza | 135 33 11 8 2 1 190 |
|                         | Partito Comunista Italiano Movimento Sociale Italiano PSI di Unità Proletaria Sinistra Indipendente Partito Liberale Italiano Totale Opposizione                             | 74 26 11 9 5 125    |
| Totale                  | Totale | 315                 |

### Appartenenza politica
- Democrazia Cristiana (DC): Presidente del Consiglio, 15 ministri, 22 sottosegretari
- Partito Socialista Italiano (PSI): 6 ministri, 12 sottosegretari
- Partito Socialista Democratico Italiano (PSDI): 4 ministri, 8 sottosegretari

### Provenienza geografica
| Regione               | Presidente | Ministri | Sottosegretari | Totale |
| --------------------- | ---------- | -------- | -------------- | ------ |
| Veneto                | 1          | 2        | 3              | 6      |
| Lombardia             | -          | 4        | 5              | 9      |
| Puglia                | -          | 1        | 7              | 8      |
| Lazio                 | -          | 4        | 2              | 6      |
| Sicilia               | -          | 4        | 2              | 6      |
| Calabria              | -          | 1        | 4              | 5      |
| Emilia-Romagna        | -          | 1        | 4              | 5      |
| Campania              | -          | 1        | 3              | 4      |
| Basilicata            | -          | 1        | 2              | 3      |
| Friuli-Venezia Giulia | -          | 1        | 2              | 3      |
| Liguria               | -          | 1        | 2              | 3      |
| Piemonte              | -          | -        | 3              | 3      |
| Toscana               | -          | 2        | -              | 2      |
| Molise                | -          | 1        | -              | 1      |
| Trentino-Alto Adige   | -          | 1        | -              | 1      |
| Abruzzo               | -          | -        | 1              | 1      |
| Sardegna              | -          | -        | 1              | 1      |

## Composizione
| Presidenza del Consiglio dei ministri                                   | Presidenza del Consiglio dei ministri | Presidenza del Consiglio dei ministri | Presidenza del Consiglio dei ministri | Presidenza del Consiglio dei ministri                                                         |
| Carica                                                                  | Titolare                              | Titolare                              | Titolare                              | Sottosegretario di Stato alla Presidenza del Consiglio                                        |
| ----------------------------------------------------------------------- | ------------------------------------- | ------------------------------------- | ------------------------------------- | --------------------------------------------------------------------------------------------- |
| Presidente del Consiglio dei ministri                                   |                                       |                                       | Mariano Rumor (DC)                    | - Adolfo Sarti (DC) - Gianuario Carta (DC) - Guglielmo Nucci (DC)                             |
| Ministri senza portafoglio                                              |                                       |                                       |                                       |                                                                                               |
| Beni culturali e ambiente                                               |                                       |                                       | Giuseppe Lupis (PSDI)                 | Giuseppe Lupis (PSDI)                                                                         |
| Coordinamento delle iniziative per la ricerca scientifica e tecnologica |                                       |                                       | Giovanni Pieraccini (PSI)             | Giovanni Pieraccini (PSI)                                                                     |
| Organizzazione della pubblica amministrazione                           |                                       |                                       | Luigi Gui (DC)                        | Luigi Gui (DC)                                                                                |
| Interventi straordinari nel Mezzogiorno                                 |                                       |                                       | Giacomo Mancini (PSI)                 | Giacomo Mancini (PSI)                                                                         |
| Problemi relativi all'attuazione delle regioni                          |                                       |                                       | Mario Toros (DC)                      | Mario Toros (DC)                                                                              |
| Rapporti fra Governo e Parlamento                                       |                                       |                                       | Giovanni Gioia (DC)                   | Giovanni Gioia (DC)                                                                           |
| Ministero                                                               | Ministri                              | Ministri                              | Ministri                              | Sottosegretari di Stato                                                                       |
| Affari esteri                                                           |                                       |                                       | Aldo Moro (DC)                        | - Cesare Bensi (PSI) - Luigi Granelli (DC) - Mario Pedini (DC)                                |
| Interno                                                                 |                                       |                                       | Paolo Emilio Taviani (DC)             | - Bruno Lepre (PSI) - Umberto Righetti (PSDI) - Vincenzo Russo (DC)                           |
| Grazia e giustizia                                                      |                                       |                                       | Mario Zagari (PSI)                    | - Erminio Pennacchini (DC)                                                                    |
| Bilancio e programmazione economica                                     |                                       |                                       | Antonio Giolitti (PSI)                | - Tommaso Morlino (DC)                                                                        |
| Finanze                                                                 |                                       |                                       | Mario Tanassi (PSDI)                  | - Giuseppe Amadei (PSDI) - Salvatore Lima (DC) - Giuseppe Macchiavelli (PSI)                  |
| Tesoro                                                                  |                                       |                                       | Emilio Colombo (DC)                   | - Renato Colombo (PSI) - Francesco Fabbri (DC) - Ernesto Pucci (DC) - Dante Schietroma (PSDI) |
| Difesa                                                                  |                                       |                                       | Giulio Andreotti (DC)                 | - Lucio Mariano Brandi (PSI) - Vito Lattanzio (DC)                                            |
| Pubblica istruzione                                                     |                                       |                                       | Franco Maria Malfatti (DC)            | - Alberto Bemporad (PSDI) - Vito Vittorio Lenoci (PSI) - Francesco Smurra (DC)                |
| Lavori pubblici                                                         |                                       |                                       | Salvatore Lauricella (PSI)            | - Gian Aldo Arnaud (DC) - Salvatore Cottoni (PSDI) (deceduto il 24/09/1974)                   |
| Agricoltura e foreste                                                   |                                       |                                       | Antonio Bisaglia (DC)                 | - Arcangelo Lobianco (DC) - Elvio Alfonso Attilio Salvatore (PSI)                             |
| Trasporti e aviazione civile                                            |                                       |                                       | Luigi Preti (PSDI)                    | - Sebastiano Vincelli (DC)                                                                    |
| Poste e telecomunicazioni                                               |                                       |                                       | Giuseppe Togni (DC)                   | - Renato Massari (PSDI) - Mario Vignola (PSI)                                                 |
| Industria, commercio e artigianato                                      |                                       |                                       | Ciriaco De Mita (DC)                  | - Giuseppe Averardi (PSDI) - Giuseppe Di Vagno (PSI) - Antonio Mario Mazzarrino (DC)          |
| Sanità                                                                  |                                       |                                       | Vittorino Colombo (DC)                | - Alberto Spigaroli (DC)                                                                      |
| Commercio con l'estero                                                  |                                       |                                       | Gianmatteo Matteotti (PSDI)           | - Giulio Orlando (DC) - Stefano Servadei (PSI)                                                |
| Marina mercantile                                                       |                                       |                                       | Dionigi Coppo (DC)                    | - Antonio Caldoro (PSI)                                                                       |
| Partecipazioni statali                                                  |                                       |                                       | Antonino Pietro Gullotti (DC)         | - Francesco Principe (PSI)                                                                    |
| Lavoro e previdenza sociale                                             |                                       |                                       | Luigi Bertoldi (PSI)                  | - Tina Anselmi (DC) - Onorio Cengarle (DC) - Bruno Corti (PSDI)                               |
| Turismo e spettacolo                                                    |                                       |                                       | Camillo Ripamonti (PSDI)              | - Giuseppe Fracassi (DC)                                                                      |

## Cronologia

### 1974

#### Marzo
- 4 marzo: alla vigilia delle consultazioni del capo dello Stato iniziano a trapelare notizie sui risvolti politici dello scandalo dei petroli. Tra i documenti esaminati dalla commissione inquirente fa scalpore una relazione dattiloscritta dal segretario di Vincenzo Cazzaniga, ex presidente dell'Unione petrolifera italiana e della filiale milanese della Esso. È un promemoria sui pagamenti e le insolvenze delle compagnie petrolifere da cui emerge una corrispondenza tra le date dei provvedimenti di legge e dei versamenti. Emerge inoltre che i partiti di governo hanno quantificato in sette miliardi di lire la tangente del 5% sui guadagni, calcolati in 140 miliardi per il biennio 1971-72.[6]
- 5-7 marzo: Giovanni Leone riceve le delegazioni di tutti i partiti, i presidenti delle camere e gli ex presidenti della Repubblica. Il direttivo dei parlamentari DC rinnova il mandato a Mariano Rumor per ricostituire il quadripartito di centro-sinistra. Socialisti e socialdemocratici sono d'accordo, i repubblicani - che stanno vivendo un travaglio interno per le dimissioni di Ugo La Malfa dalla segreteria nazionale - condizionano le loro decisioni alle linee della politica economica interna ed internazionale del nuovo esecutivo.[7]
- 8 marzo: sul settimanale diocesano "Il risveglio", il vescovo di Ivrea, mons. Luigi Bettazzi, commenta la notificazione della CEI sul referendum, affermando che il voto non investe la sfera religiosa. Per il prelato il bene dell'indissolubilità matrimoniale va considerato anche dal punto di vista civile, e che si deve tener conto dei credenti che, pur dando validità al sacramento del matrimonio, si trovano volenti e nolenti alle prese con la fine dell'unione.
Dopo un primo vertice dei quattro partiti del centro-sinistra emerge la volontà dei repubblicani di non entrare nell'esecutivo e dare solo un appoggio esterno.
L'arcivescovo di Milano, Giovanni Colombo, costringe un parroco alle dimissioni per aver sostenuto in un'omelia la libertà di coscienza sul referendum.[8]

Il cardinale Pellegrino

- 11 marzo: in una notificazione alla sua diocesi l'arcivescovo di Torino, Michele Pellegrino, sostiene che le parrocchie non devono scendere direttamente in campo nella campagna referendaria. Il divorzio è una questione di coscienza che coinvolge non credenti contrari e credenti favorevoli, e va affrontata dagli uni e dagli altri secondo la legge naturale e la dottrina della chiesa. Ogni fedele farà quindi conoscere la posizione ufficiale della CEI senza prendere una posizione personale. La conferenza dei vescovi della Sardegna sostiene invece che sacerdoti e fedeli devono illuminare ogni persona che pensa di votare a favore della legge ricordando che i divorziati conviventi o risposati sono in stato di grave peccato.[9]
- 13 marzo: mentre le trattative per la formazione del nuovo governo procedono a rilento la camere riunite in seduta comune prendono atto delle conclusioni della commissione inquirente sullo scandalo dei petroli: viene proposto di aprire una indagine sui ministri Mauro Ferri e Athos Valsecchi, nel 1972 ministri rispettivamente dell'Industria e delle Finanze, e di archiviare la posizione di Giulio Andreotti, Luigi Preti, Giacinto Bosco e Mario Ferrari Aggradi. I parlamentari del PCI esercitano il diritto di opposizione e aprono una raccolta di firme tra deputati e senatori per rivedere le archiviazioni.
Gli aderenti al movimento giovanile democristiano di Padova rifiutano ufficialmente le direttive della segreteria nazionale e si dichiarano favorevoli al mantenimento della legge sul divorzio, in quanto non si può trasferire a forza un principio religioso nell'ordinamento civile.[10]
- 14 marzo: Mariano Rumor scioglie la riserva e presenta la lista dei ministri del nuovo governo, dove spicca il ritorno di Giulio Andreotti al Ministero della Difesa. Moro confermato agli Esteri, De Mita all'Industria, Taviani torna agli Interni: la triade economica è composta da Mario Tanassi (Finanze) Antonio Giolitti (Bilancio) Emilio Colombo (Tesoro). Come annunciato i repubblicani non entrano nell'esecutivo.
Il quotidiano la Nazione di Firenze pubblica il documento conclusivo dell'ultimo consiglio nazionale dell'Azione Cattolica, riguardante il referendum, inviato alla Segreteria di Stato vaticana e che doveva rimanere almeno al momento riservato. A maggioranza, dopo un dibattito molto animato, l'associazione ha deciso di non impegnarsi nella campagna referendaria. Dal momento che nessuno può imporre niente a nessuno, dice il documento, i membri si impegnano a discutere con le persone per far sì che la loro scelta, favorevole o contraria che sia al mantenimento della legge, sia ponderata e informata. La stessa posizione è sostenuta dai vescovi di Trento Alessandro Gottardi e di Camerino Bruno Fatteggiani e da 25 parroci romani, che hanno inviato una lettera in proposito al settimanale Sette giorni.[11]
- 15 marzo: la presidenza della CEI emette un comunicato in cui, senza far cenno al documento dell'Azione Cattolica sul referendum, esprime la necessità di richiamare l'associazione alla disciplina. Nello stesso giorno i repubblicani, che appoggiano il nuovo governo senza farne parte, richiamano la DC al rispetto della laicità e dell'autonomia legislativa dello Stato. Un editoriale non firmato de La voce repubblicana esprime forte preoccupazione per il massiccio impegno propagandistico cui il partito di maggioranza si sta abbandonando senza disdegnare di andare a braccetto col MSI.[12]
- 16 marzo: il quotidiano comunista l'Unità pubblica il testo di una circolare inviata dalla direzione nazionale del MSI-DN a tutte le federazioni. Firmata dal vice-segretario Tullio Abelli la lettera rilancia il proclama di Giorgio Almirante per un centro-destra di governo libero da egoismi di parte e raccomanda ai quadri locali del partito dì approfittare della campagna referendaria per insinuarsi in tutti i settori (donne, ceto medio, lavoratori) sensibili al messaggio anticomunista. A Brescia e a Savona, intanto, i vescovi invitano i parroci a mettere alla porta i missini e a stracciare la circolare di Abelli.
- 18 marzo: i quattro partiti della maggioranza presentano alla Camera la legge per il finanziamento pubblico ai partiti politici, sulla quale concordano senza particolari riserve anche le opposizioni. La norma, presentata come un'occasione per moralizzare la vita pubblica dopo le risultanze dell'inchiesta sui petrolieri, prevede un fondo di 15 miliardi annui per i rimborsi elettorali e di 45 miliardi per il finanziamento dei gruppi parlamentari in proporzione ai voti ottenuti dai partiti. Questi ultimi dovranno presentare ogni anno all'approvazione delle presidenze delle camere un bilancio pubblico.[13]
- 19 marzo: mentre Rumor riunisce il Consiglio dei ministri per l'approvazione del discorso di presentazione del Governo alle camere, tra i partiti della maggioranza si inasprisce la polemica sull'atteggiamento di Amintore Fanfani nei riguardi del referendum. Polemiche anche all'interno della DC per i toni da crociata del segretario, che ha impedito di trovare una soluzione per evitare lo scontro nelle urne e che sta pericolosamente indirizzando il partito verso una linea conservatrice di destra mediante l'alleanza di fatto coi comitati civici e il MSI-DN.[14]

Fiorenzo Angelini

- 20 marzo: la conferenza dei vescovi del Lazio, guidata da mons. Fiorenzo Angelini, definisce una scelta di civiltà il SI all'abrogazione della legge sul divorzio ed esorta i fedeli a scendere in campo nella relativa campagna. La presa di posizione desta un certo scalpore quando non è un mese che si è concluso il convegno sui mali di Roma promosso dal cardinal vicario Ugo Poletti col sostegno di Paolo VI. Sgradito alla destra cattolica, di cui mons. Angelini fa parte, e alla direzione democristiana, il convegno aveva sostenuto che il voto è una scelta di coscienza per i fedeli, che devono tenere nel debito conto le cause che portano alla disgregazione della famiglia (disoccupazione, mancanza di case e di servizi, etc).[15]
- 22-27 marzo: il Governo si presenta in Parlamento. Al Senato la fiducia è approvata con 183 voti a favore e 119 contro. Alla Camera con 343 voti a favore e 231 contro.
- 22 marzo: con 274 firme (di tutti i deputati e senatori comunisti e di un deputato socialista) contro le 447 richieste, decade la richiesta del PCI di rivedere le decisioni della commissione inquirente, che ha prosciolto Andreotti, Preti, Ferri e Ferrari Aggradi dal coinvolgimento sullo scandalo dei petrolieri.
- 23 marzo: si svolge a Roma il convegno "Cattolici e referendum: una scelta di libertà", promosso dai firmatari di un recente appello a favore del divorzio. Presieduto dal prof. Pietro Scoppola, vi prendono parte i democristiani delle correnti di sinistra e tutti i partiti contrari all'abrogazione della legge. Viene costituito un comitato nazionale per il NO per raccogliere fondi per la campagna e organizzare incontri in tutto il paese.[16]
- 25 marzo: mentre l'ISTAT diffonde i dati sui prezzi per il 1973, nei quali si attesta un aumento medio del 23,7% del costo della vita e un aumento dei prezzi all'ingrosso anche nei mesi del blocco, la commissione centrale prezzi del Ministero dell'Industria decide nuovi aumenti per ferrovie, elettricità e gas.[17]
- 27-28 marzo: comitato centrale PCI: l'assise è interamente dedicata alla questione del referendum e alla sua campagna propagandistica. Viene approvata una relazione di Gian Carlo Pajetta sulla necessità di combattere, col tentativo di abrogazione, la volontà della DC di rivitalizzare la destra reazionaria.[18]
- 28 marzo: il Senato approva in via definitiva la legge delega che fissa i criteri del nuovo codice di procedura penale e attribuisce al Governo la redazione e la promulgazione del testo rinnovato. La riforma, che prevede la soppressione della figura del giudice istruttore, la costruzione della prova in tribunale e limiti precisi alla carcerazione preventiva, è votata dalla maggioranza e dai liberali. Astenuti i comunisti, contrari i missini.
La Camera converte in via definitiva il decreto-legge sull'aumento dei minimi pensionistici approvato a febbraio. Un emendamento del PCI, accolto dal Governo, riconosce il godimento della pensione minima anche a chi percepisce un assegno di reversibilità.[19]

#### Aprile
- 2-6 aprile: congresso del PSDI: l'assise si apre all'insegna di forti contrasti tra la maggioranza di Orlandi e Tanassi e la minoranza di Giuseppe Saragat. Nel corso della relazione del segretario Flavio Orlandi susseguenti attacchi nei confronti del fondatore del PSDI provocano violenti tafferugli. Fallita ogni mediazione il congresso segna la definitiva rottura interna tra le minoranze di Saragat e Preti (favorevoli al mantenimento del centro-sinistra) e la maggioranza di Orlandi e Tanassi, che non escludono l'appoggio a formule di governo spostate a destra.[20]
- 3 aprile: interrogato dalla commissione inquirente, l'ex presidente dell'unione petrolifera Vincenzo Cazzaniga dichiara che i petrolieri hanno finanziato i partiti di governo rispondendo a precise richieste, che si sono rivelate particolarmente pressanti nella campagna elettorale anticipata del 1972. I soldi venivano prelevati da esponenti della DC, che poi provvedevano a ripartire le quote agli alleati del momento. Cazzaniga ammette, inoltre, la campagna e la corruzione nei confronti dell'ENEL per favorire le centrali ad olio combustibile. Ogni società mascherava nei bilanci tali esborsi a proprio piacere.[21]
- 6 aprile: comitato centrale PSI: il partito si ritrova per una volta unito nelle critiche alla DC per aver prima respinto una trattativa sul divorzio e poi aver voluto lo scontro referendario. Per i socialisti l'alleanza di fatto tra destra DC e MSI-DN non prelude necessariamente a una svolta dell'asse politico del Governo, ma compromette in modo forse irreversibile la collaborazione di governo tra laici e cattolici.
Il Governo fa sapere di essere pronto a chiedere alla commissione parlamentare per il parere sui decreti delle imposte il via libera per un aumento tra il 6 e il 12% dell'IVA su diversi prodotti di largo consumo, tra i quali caffè, tè, birra e biscotti. Lo scopo è racimolare trenta miliardi di lire. Protestano Confcommercio e Confesercenti. Il PCI presenta una contro-manovra per aumentare la tassazione sui beni di lusso e le automobili di grossa cilindrata e per istituire una tassa di possesso per le imbarcazioni da diporto.[22]
- 8 aprile: Consiglio dei ministri: viene innalzato il minimo imponibile per le imposte dirette da 840.000 a 1.080.000 lire. La decisione viene accolta anche nella maggioranza con qualche riserva per il contemporaneo provvedimento che fissa al 30% la tassa sulle rendite azionarie, sottratte al regime di progressività, visto come un regalo alle grandi aziende, ai loro azionisti, e agli speculatori che operano in borsa: questi ultimi, versata la quota stabilita, non saranno infatti tenuti a dichiarare l'effettivo guadagno ottenuto. Stanziato un rifinanziamento di mille miliardi in due anni per la Cassa del Mezzogiorno.[23]
- 9-10 aprile: in due sedute, per un totale di sei ore, la Camera approva la legge sul finanziamento pubblico dei partiti, che stanzia 45 miliardi ogni anno ai gruppi politici rappresentati in almeno un ramo del Parlamento. Votano contro i liberali, un democristiano e 15 franchi tiratori. Il provvedimento è male accolto dai sindacati mentre infuria la polemica sulla nuova tassazione delle rendite azionarie, che secondo i promotori dovrebbe rivitalizzare la borsa e gli investimenti. Pressato dalle polemiche il Governo decide di ritirare la richiesta di aumento dell'IVA su alcuni prodotti non essenziali di largo consumo, che frutterebbe una cifra irrisoria rispetto al rischio di innescare una nuova serie di aumenti e una nuova spirale inflazionistica.[24]

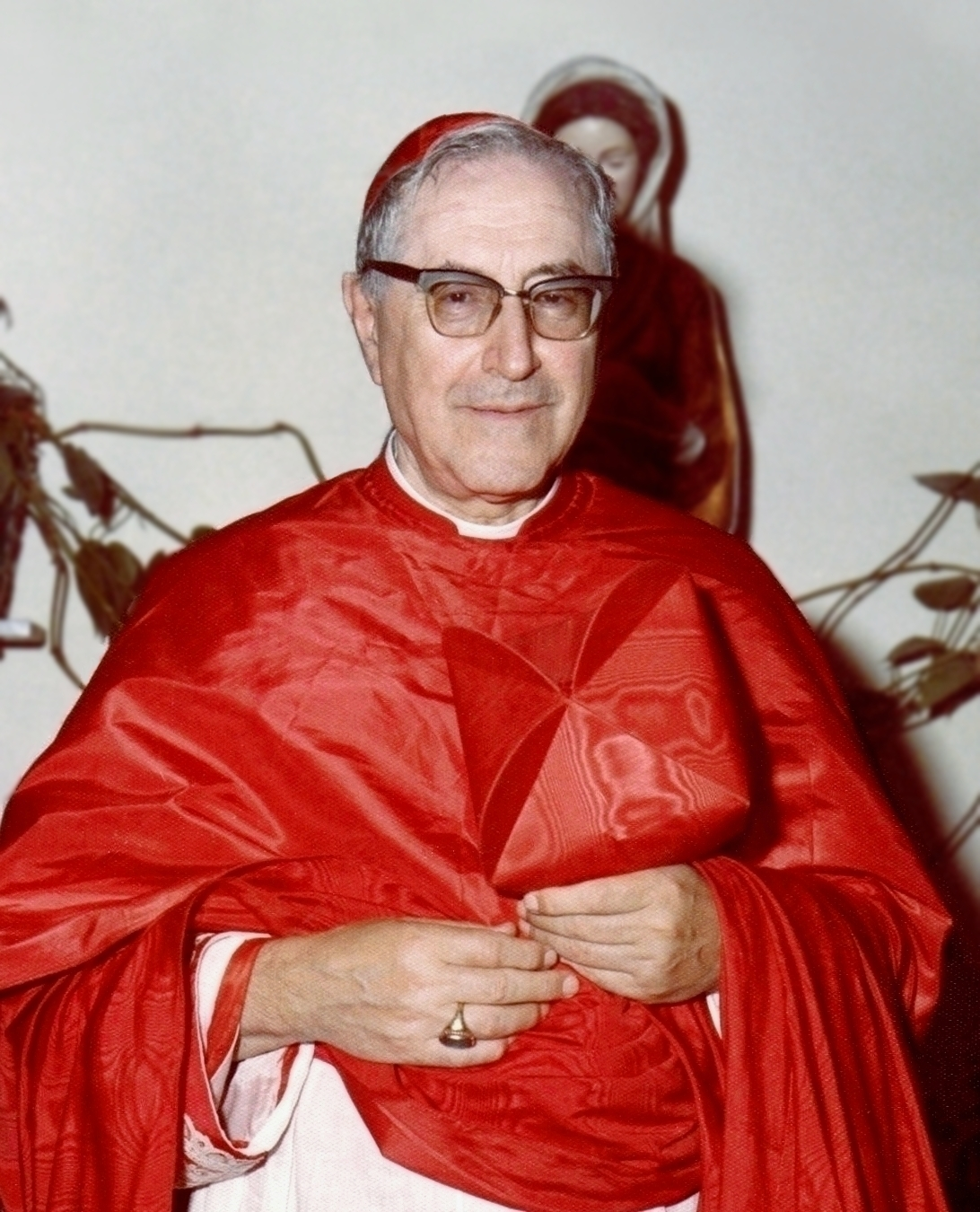
Giuseppe Siri

- 10 aprile: durante un convegno del Comitato dei cattolici democratici liguri viene resa nota una lettera inviata dall'arcivescovo di Genova, Giuseppe Siri, ai parroci e ai superiori provinciali di ordini e congregazioni religiose, nella quale invita i destinatari a costituire e sostenere i Comitati Civici di Luigi Gedda. Nella missiva, datata 11 marzo, Siri sostiene che votare contro il divorzio è un obbligo di coscienza e che la famiglia è l'ultimo argine che può arrestare la disgregazione della civiltà.
Interrogato dalla commissione inquirente il petroliere Attilio Monti conferma le dichiarazioni di Cazzaniga affermando di sapere che la destinazione delle somme che versava periodicamente all'Unione petrolifera italiana erano i partiti di governo.[25]
- 16 aprile: si annuncia una imminente riunione del Consiglio dei ministri, che deve sostituire il decreto che ha aumentato il prezzo della benzina. Con l'occasione sarà affrontato il problema degli aumenti richiesti da vari settori produttivi a partire dagli alimentari, per i quali si pensa di sostituire il blocco dei prezzi introdotto nel luglio 1973 con un sistema di verifica delle spese dei produttori.
La RAI manda in onda la prima tribuna referendaria. Ospiti in studio il primo firmatario della legge sul divorzio, Loris Fortuna, e il fondatore del comitato per la sua abrogazione, Gabrio Lombardi.[26]
- 18-23 aprile: Congresso straordinario del PLI: l'assise è convocata con forte anticipo sulla scadenza statutaria per le contrapposizioni interne dopo la caduta del governo Andreotti-Malagodi. Quest'ultimo è messo sotto accusa con la sua maggioranza interna. Per Agostino Bignardi il PLI si è posto col Governo, ed intende porsi in futuro, come una terza forza contraria al compromesso storico tra centro e sinistra. Il dibattito si protrae per sei giorni con sei documenti presentati dall'estrema destra, dalla maggioranza di Malagodi, dall'on. Aldo Bozzi e dalle due tendenze di sinistra, ma si delinea una rinnovata prevalenza della componente conservatrice e liberista che fa capo al leader storico. L'assise si conclude con un nulla di fatto e le divisioni interne sempre più marcate.[27]
- 18 aprile: a Genova viene rapito il giudice Mario Sossi.
Il Senato approva in via definitiva la legge sul finanziamento pubblico dei partiti.
Il vescovo di Apuania fa riprodurre il manifesto con la scomunica dei comunisti del 1948 aggiornato con la frase "sono tuttora valide le disposizioni della Chiesa circa il comunismo". Col manifesto viene diffusa una notificazione in cui si sostiene che votare a favore del divorzio significa aderire alla dottrina antireligiosa del PCI.[28]
- 19 aprile: nel corso delle indagini su presunti imboscamenti di oli di vario tipo, da mettere in vendita una volta rimosso il calmiere, i carabinieri del nucleo anti-sofisticazioni arrestano l'ing. Enrico Chiari, presidente della società Chiari e Forti, produttrice di varie marche di olio di semi vari, tra le quali l'olio Topazio. Le verifiche hanno accertato un contenuto di olio di colza (acido erucico) superiore al massimo livello stabilito dal Ministero della Sanità. L'indagine, che coinvolge anche altri produttori, mira ad accertare la corrispondenza tra la percentuale di questo componente e i decreti ministeriali che la fissano.[29]
- 20 aprile: il patriarca di Venezia, Albino Luciani, scioglie il locale circolo della FUCI dopo che gli universitari cattolici veneti si sono dichiarati a favore del divorzio.[30]
- 22 aprile: su ordine della pretura di Perugia viene ordinato il sequestro su tutto il territorio nazionale degli oli di semi Bertolli e Perla, nei quali è stato trovato un contenuto di colza del 35% contro il massimo del 15%.[31]
- 24 aprile: in una intervista rilasciata al settimanale l'Espresso, Ugo La Malfa sostiene che con il referendum gli italiani si trovano di fronte ad un bivio: se vincerà l'alleanza clerico-fascista si aprirà un periodo pieno di incognite, una controriforma reazionaria che renderà difficile il governo del paese perfino al segretario democristiano Fanfani, che ha scommesso il suo futuro politico sulla vittoria antidivorzista. Comunque vadano le cose, aggiunge La Malfa, il PRI si dichiara scettico su un eventuale patto di legislatura coi partiti del centro-sinistra e chiude ad ogni possibile cambiamento dell'asse politico del Governo.[32]
- 29 aprile: alla vigilia della quinta proroga della convenzione del 1954 tra lo Stato e la RAI si svolge un vertice dei partiti di maggioranza per mettere a punto il disegno di legge per la riforma dell'ente radiotelevisivo. Dalla riunione esce soltanto la previsione di due telegiornali indipendenti per il programma nazionale, la seconda rete e l'assegnazione della presidenza al Partito Socialista. L'avocazione dei termini della riforma ai soli partiti della maggioranza provoca uno sciopero dei dipendenti e dei giornalisti.
Fonti del Governo annunciano inoltre prossimi aumenti delle tariffe elettriche, compresi tra il 20% e il 60% a seconda della categoria dei consumatori.
Il produttore oleario Enrico Chiari è condannato per direttissima a sette anni di reclusione e un miliardo di lire di multa.[33]

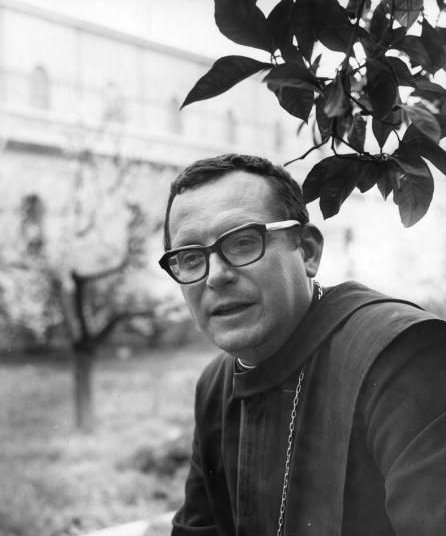
Giovanni Franzoni

- 29 aprile-2 maggio: il capitolo generale della Congregazione Benedettina Cassinese sospende a divinis don Giovanni Franzoni. L'ex abate di San Paolo, noto per la sua adesione al dissenso cattolico, si è espresso a favore della libertà di coscienza sul voto dei cattolici al referendum e ha sostenuto che il matrimonio non può essere imposto come sacramento ai non credenti. Il giornale vaticano difende il provvedimento come monito contro chi vuole intaccare la comunione ecclesiale. Il PCI presenta una interrogazione al ministro degli Interni per chiedere provvedimenti di fronte ad una palese violazione della libertà di opinione e di voto dei cittadini.[34]

#### Maggio
- 3 maggio: il Ministero per il Commercio con l'estero annuncia un elenco di prodotti sui quali sarà posto un vincolo alle importazioni. Agli importatori sarà imposto presso la Banca d'Italia un deposito infruttifero pari al 50% del valore della merce importata. L'elenco escluderà i beni necessari alla produzione industriale e le materie prime e introdurrà un forte protezionismo verso la produzione alimentare e industriale italiana.
A dieci giorni dal voto referendario si inasprisce la polemica tra la DC e i partiti alleati di governo. Un editoriale de il Popolo li definisce laici e fiancheggiatori del PCI scatenando forti reazioni di Saragat e La Malfa. Il ministro fanfaniano Giuseppe Togni attenua i toni sostenendo che la posta in gioco non è il Governo, ma gli alleati laici della DC sostengono che i continui richiami di Fanfani al 1948, il confronto tra referendum e scontro elettorale DC-Fronte popolare, potrebbe avere conseguenze sulla stabilità dell'esecutivo.[35]
- 6 maggio: in una intervista concessa a Paese Sera, Pietro Nenni ribatte a Fanfani che la DC ha rifiutato il dialogo sulle modifiche al divorzio per andare ad un referendum che dovrebbe portare ad una svolta politica contro la laicità dello Stato e il rapporto democratico della vita politica. Secondo Nenni la vittoria dei SI è mirata ad interrompere la collaborazione tra laici e cattolici per far prevalere l'alleanza reazionaria coi fascisti e la parte più conservatrice della DC e del clero.[36]
- 7 maggio: a quasi un anno dal passaggio del 50% delle azioni della società editrice di Messaggero e Secolo XIX da Ferdinando Perrone a Edilio Rusconi, col fallito tentativo di imporre l'ex deputato liberale Luigi Barzini come direttore, viene annunciato che il restante 50% del capitale è stato ceduto da Alessandro Perrone e dalle sue sorelle a una sinergia tra la Montedison di Eugenio Cefis e la RESI di Edilio Rusconi. Giornalisti e maestranze decidono uno sciopero a tempo indeterminato e accusano Amintore Fanfani di essere il mandante, attraverso la Montedison, di una più vasta operazione mirata a soffocare l'informazione laica, democratica e antifascista.[37]
- 8 maggio: parlando alla tribuna referendaria televisiva, Giorgio Almirante non nega di aver impostato la campagna anti-divorzista del MSI-DN come un plebiscito per la svolta a destra, mirata a recuperare il voto moderato della DC. Il leader missino sostiene che il successo del NO segnerebbe il prevalere di una tesi politica comunista che si riverserebbe nelle urne. Alla domanda sul ruolo dei partiti laici per il SI, che comprende anche la destra dei liberali, Almirante risponde che si tratta di espressioni matematiche che dal punto di vista politico non contano nulla.[38]
- 9 maggio: parlando ai 35 membri del consiglio permanente della CEI, Paolo VI esprime il suo sostegno alle tesi sostenute dai vescovi sul referendum, fedele al Vangelo e al magistero costante della Chiesa.
L'industriale del tessile Bernardo Caprotti, proprietario della catena Esselunga e da sempre considerato vicino alla destra democristiana, acquista dalla Affidavirt S.p.a. (una società controllata dalla DC) il quotidiano torinese La gazzetta del popolo e dall'editore Aldo Palazzi tre settimanali, tra i quali Il Tempo illustrato.[39]
- 11 maggio: il settimanale diocesano di Gorizia "Voce isontina" pubblica un editoriale non firmato in cui si condanna il tentativo congiunto dei cattolici conservatori e dei neofascisti di tornare agli schieramenti politici in base alle convinzioni religiose. Il settimanale riproduce un fax-simile della scheda del referendum col segno di voto su entrambe le risposte, raccomandando di non giudicare, e non considerare ai margini della comunità ecclesiale, i fedeli che votano per il mantenimento della legge.
- 12-14 maggio: si vota per il referendum: il NO ottiene 19.093.929 voti, il SI 13.188.184. Rispetto ai risultati elettorali del 1972 i voti favorevoli al divorzio superano di 3.286.188 il totale di 15.807.188 voti dei due partiti divorzisti. Fa scalpore il risultato in Veneto, regione tradizionalmente "bianca", dove il NO all'abrogazione raggiunge il 49,3%. Mentre i partiti rinviano una presa di posizione ufficiale alla convocazione degli organi statutari, la CEI e il Vaticano esprimono, rispettivamente, rammarico e dolore per il risultato. Una nota de l'Osservatore Romano esprime sorpresa per la schiacciante maggioranza divorzista uscita dalle urne e invita i cattolici a guardare con rinnovato entusiasmo al modello della famiglia cristiana una e indissolubile.[40]
- 16 maggio: si apre nella DC la resa dei conti. Carlo Donat-Cattin, della sinistra di Forze Nuove e sostenitore della libertà di coscienza, sostiene in una intervista che la DC ha compiuto un errore storico che potrebbe ripercuotersi sul futuro politico del partito. Le sinistre interne chiedono la convocazione immediata del Consiglio nazionale e mettono in dubbio la leadership di Fanfani.
- 17-23 maggio: consiglio nazionale della DC: l'assise si apre in un clima oltremodo teso per la decisione di Fanfani di dimissionare Carlo Donat-Cattin e Guido Bodrato dall'esecutivo del partito. Si dimettono dallo stesso organo per protesta il basista Belci e il moroteo Marcora. Il segretario democristiano difende la linea reazionaria seguita nella campagna referendaria, evita qualsiasi autocritica e propone di costituire un direttorio in cui siano rappresentate tutte le correnti interne, a prescindere da orientamento e consistenza. La proposta è rifiutata dalle sinistre e dai morotei. Aldo Moro sottolinea che la convergenza tra comunisti, socialisti, liberali, repubblicani e cattolici sul "Sì" non ha provocato quell'evidente disagio che la segreteria ha avuto nel fare battaglia comune coi neofascisti di Almirante. Per Antonio Bisaglia l'errore della campagna referendaria ha affossato l'accordo che a palazzo Giustiniani ha fatto rinascere il centro-sinistra. La riunione si conclude con un documento interlocutorio che non muta gli schieramenti interni e rinvia le decisioni al congresso.[41]
- 18 maggio: Pietro Nenni dichiara in una intervista che è fallita l'operazione di svolta a destra tentata dai comitati civici e dal MSI-DN, che molti cattolici hanno disatteso l'intervento della Chiesa e che la DC, partito guida del Governo e del sistema politico, è stata pesantemente sconfitta. Il dialogo e la collaborazione tra DC e PSI non si interrompono ma le future scelte politiche italiane non potranno far finta che non sia successo niente.[42]
- 19 maggio: Fanfani apre a Cagliari la campagna elettorale per le regionali in Sardegna. Nell'atteso discorso, il primo dopo la sconfitta referendaria, il segretario della DC evita di parlare del divorzio, sostenendo che referendum ed elezioni sono cose diverse, ma incalzato dalle domande si limita a rispondere che il responso delle urne è sovrano e va rispettato e che le forze politiche tutte devono prendere atto del grande cambiamento intervenuto nel costume italiano.
La pretura di Treviso nega la libertà provvisoria all'ing. Enrico Chiari, condannato in primo grado a sette anni per aver messo n commercio olio di semi adulterato con olio di colza. Gli atti dell'inchiesta e del primo processo, contro cui le parti hanno presentato appello, sono trasmessi al presidente della Camera Pertini per la possibile compiacenza degli ex ministri della Sanità Luigi Gui, Remo Gaspari e Luigi Ferrari Aggradi attraverso l'erogazione di vari decreti con diversi limiti nella percentuale di colza per litro.[43]
- 21 maggio: direzione nazionale PSI: per Francesco De Martino il voto referendario dimostra una minore influenza della DC sugli italiani. L'opinione pubblica si è schierata in maggioranza per una nuova stagione di riforme e il dialogo tra socialisti e cattolici deve tenerne conto. Il segretario socialista critica aspramente la politica economica del Governo, ridotta ad un disbrigo degli affari correnti per la prevalenza del referendum e condotta su posizioni difensive rispetto all'aumento dei prezzi e alle crisi ricorrenti della lira.
Viene presentata in Parlamento la relazione annuale sulle partecipazioni statali.

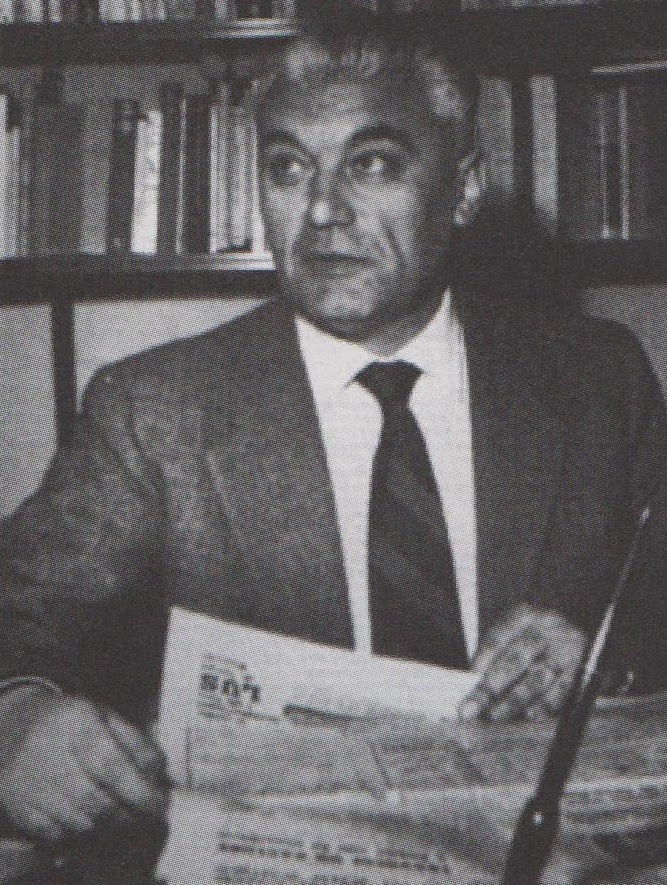
Italo Pietra

- 28 maggio: il quotidiano il Messaggero riprende le pubblicazioni. Alessandro Perrone lascia la direzione dopo 21 anni, segnando l'uscita definitiva della sua famiglia dal quotidiano. Il nuovo direttore è Italo Pietra. Il comitato di redazione del giornale accoglie il cambiamento dopo la firma di un patto che manterrà inalterata la linea laica, democratica e antifascista.
I ministri del Bilancio e dei Lavori Pubblici annunciano la proroga del blocco dei fitti al 31 dicembre 1974 e lo stanziamento di 2.200 miliardi per l'edilizia abitativa e scolastica, i porti e la difesa del suolo.
- 29 maggio: a Brescia una bomba nascosta in un cestino dei rifiuti in Piazza della Loggia provoca una strage durante un comizio antifascista. L'attentato provoca una forte crisi politica e pesanti accuse al Governo, che come gli esecutivi precedenti non ha mai preso sul serio le denunce sulle trame nere.
- 31 maggio: presentando il rapporto annuale dell'istituto, il governatore della Banca d'Italia, Guido Carli, suggerisce al Governo una manovra da 3.700 miliardi in nuove tasse, inasprimento delle tariffe pubbliche e prelievi sui redditi da lavoro. Invita inoltre l'esecutivo a dare meno ascolto alle rivendicazioni dei sindacati, che vogliono sempre più di quanto l'erario è in grado di concedere.[44]

#### Giugno
- 1º giugno: a due settimane dal referendum, un editoriale anonimo de l'Osservatore Romano parla di una circoscritta trasmigrazione di voti che non ha fatto uscire la DC sconfitta dalla prova. La vera vittoria, secondo il giornale del Vaticano, è stata quella morale ottenuta dal SI all'abrogazione, mentre a uscire sconfitti sono stati l'istituto del referendum e la famiglia italiana. Il giudizio più duro è comunque quello che definisce "non cattolici" i fedeli che hanno assunto una illogica posizione per il SI, i quali dovranno rinnegare la parentesi cui si sono abbandonati se vogliono tornare nella comunione con la Chiesa.[45]
- 3-6 giugno: direzione nazionale DC: Fanfani difende la linea politica della segreteria nelle sue linee generali, evitando qualsiasi riferimento al referendum. Con qualche riserva di Forze Nuove (Donat-Cattin e Bodrato) viene approvato un documento in cui, accettando le raccomandazioni di Guido Carli, si anticipano gravi sacrifici per evitare una pericolosa involuzione economica. Viene intanto annunciato un decreto che autorizzerà il Ministero del Tesoro a contrarre un mutuo per il ripianamento dei disavanzi degli enti mutualistici, finanziato da un aumento tra l'1,5 e il 2,5% dei contributi a carico dei lavoratori.
La politica dei grandi sacrifici è sostenuta dai repubblicani, la direzione dei quali chiede un più equo prelievo fiscale a seconda del reddito, una tregua sindacale per il tempo necessario al riequilibrio di bilancio, la lotta all'assenteismo e una revisione degli investimenti pubblici.
Il comitato centrale socialista si divide sulla politica economica del Governo: la sinistra di Lombardi si dichiara indisponibile ad una politica di recessione, la maggioranza di De Martino e Nenni, che non condivide l'analisi della Banca d'Italia, non esclude che in ultima istanza si possa aprire una crisi di governo. I socialisti sono del parere che dopo il voto del 12 maggio i partiti devono concordare una nuova linea di dialogo e di collaborazione.[46]
- 8 giugno: si conclude in Vaticano la conferenza generale della CEI, convocata per l'esame del referendum e delle sue conseguenze. L'assise conferma i contrasti emersi tra cattolici nel corso della campagna elettorale, e non solo sul tema del matrimonio. Il cardinale Poma, presidente della conferenza, sostiene che è necessario prendere atto della realtà, i gruppi del dissenso ci sono e non si possono ignorare o richiamare a una disciplina che il concilio ha in parte abolito. Concludendo i lavori, Paolo VI esprime preoccupazioni per il pluralismo emerso nel mondo cattolico, una interpretazione estremistica ed errata a suo dire del principio della libertà religiosa.[47]
- 10-15 giugno: al termine della settima riunione interministeriale sull'economia, Mariano Rumor sale al Quirinale per rassegnare le dimissioni del Governo. L'indisponibilità della DC ad un accordo sulle proposte dei socialisti (aumento dell'IVA e nuove tasse sui redditi; facilitazioni creditizie per le piccole e medie imprese e per gli investimenti nel sud) e la conseguente conflittualità tra DC e alleati spingono il presidente del Consiglio a passare la mano. Dopo un veloce giro di consultazioni, e l'ipotesi di un mandato esplorativo a Flaminio Piccoli, Leone respinge le dimissioni e rinvia il Governo alle camere con l'auspicio che i supremi interessi del paese prevalgano sui personalismi e i distinguo. La ripresa delle trattative e il nuovo voto di fiducia in Parlamento sono tuttavia rinviati a dopo le elezioni regionali in Sardegna.[48]
- 16-17 giugno: elezioni regionali in Sardegna: rispetto alle politiche del 1972 si registra un forte arretramento della DC e del MSI e uno spostamento a sinistra con la forte avanzata del PCI (da 202 a 213 mila voti) e del PSI (da 65 a 92 mila voti). Aumentano in misura minore anche il PSDI e il PRI, perdono circa un punto percentuale i liberali.
Due militanti del MSI-DN sono assassinati negli uffici della federazione di Padova. È la prima azione ufficialmente rivendicata dalle Brigate Rosse.[49]
- 17-18 giugno: dopo la pausa elettorale riprende il confronto tra i partiti della maggioranza sulla politica economica, il cui esito verrà portato da Rumor all'esame del Parlamento per il rinnovo della fiducia. L'accordo viene raggiunto con una manovra che il ministro del Bilancio quantifica in 3.000 miliardi annui, ottenuti con un'addizionale del 10% sui redditi superiori ai 4 milioni annui, nuovi aumenti di 40 lire al litro per benzina e gas domestico, una imposta una tantum sulle autovetture tra le 5.000 e le 30.000 lire a seconda della cilindrata. Viene inoltre aumentata l'IVA sulle carni bovine (da 6 a 16%) e dal 12 al 16% per abbigliamento, calzature ed elettrodomestici.[50]
- 21-22 giugno: nella DC iniziano a manifestarsi i primi sintomi di una profonda crisi interna. Le due pesanti sconfitte in Sardegna e al referendum vengono addebitate alla gestione dittatoriale di Amintore Fanfani e della maggioranza che esprime la segreteria. Nel corso di una riunione della direzione nazionale, Carlo Donat-Cattin e Guido Bodrato, entrambi esponenti della sinistra di Forze Nuove, sono dimissionati dal consesso per aver votato contro il documento finale della maggioranza. Fanfani viene contestato non per la conduzione della crisi ma per non aver promosso una riunione tra i partiti della maggioranza per evitarla. Giovanni Galloni e Luigi Granelli, de La Base, contestano l'accaduto ricordando che lo statuto del partito non consente dimissioni d'ufficio e che soltanto la direzione nazionale può sostituire forzatamente i propri membri.[51]
- 25 giugno: alla vigilia del dibattito parlamentare sulla manovra economica la direzione della DC torna a riunirsi per le dimissioni di Donat-Cattin e Granelli. La proposta di Fanfani è approvata ma si astengono i morotei (Belci, Salizzoni), i forzanovisti (Bodrato, Vittorino Colombo) e i basisti (De Mita, Galloni, Marcora). Si astiene anche il presidente del consiglio nazionale Zaccagnini e Marcora rassegna le dimissioni da vice-segretario nazionale del partito. Viene convocato per il 12 luglio il Consiglio nazionale, davanti al quale Fanfani potrebbe presentarsi dimissionario.[52]
- 27 giugno-2 luglio: si discute in Parlamento la manovra economica da 3.000 miliardi l'anno per tre anni, la cui approvazione vale come fiducia al Governo dopo le dimissioni respinte da Leone. Mariano Rumor respinge le accuse delle opposizioni di sinistra e destra, che accusano il Governo, rispettivamente, di voler scaricare i problemi economici sui lavoratori e sulle imprese produttive. Il Governo intende ripartire equamente i sacrifici perché l'obiettivo primario è la solvibilità italiana all'estero per le importazioni di petrolio e materie prime. La fiducia è approvata alla Camera con 326 voti contro 255, al Senato con 176 voti contro 111.

#### Luglio - Agosto
- 3 luglio: a sette anni dalla proposta di abbassare a 18 anni l'età per votare e per il godimento di alcuni diritti politici alla commissione giustizia del Senato, che sta esaminando il disegno di legge per la riforma del diritto di famiglia, i senatori comunisti avanzano la proposta di varare un provvedimento autonomo per l'abbassamento della maggiore età da 21 a 18 anni. Viene annunciata una proposta di legge che andrà ad affiancarsi alle tre giacenti da tempo alla Camera, presentate da DC, PSI e PCI.
La Camera approva coi soli voti contrari del MSI-DN, una richiesta di autorizzazione a procedere nei confronti di Giorgio Almirante per istigazione all'insurrezione contro i poteri dello Stato ed attentato alla Costituzione per due discorsi pronunciati nel 1970 durante un corso di studi politici a Cascia.[53]
- 6 luglio: Consiglio dei ministri: la manovra da 3.000 miliardi viene varata attraverso quattro decreti: alla tassa una tantum su auto di lusso e natanti, all'aumento a 300 lire della benzina e all'esenzione fiscale per i redditi più bassi, già annunciati, il Governo affianca l'aumento dal 6 al 18% sulla carne bovina e dal 18 al 30% sui prodotti di lusso e l'istituzione di una tassa una tantum sulla proprietà edilizia. Sono previste 12.000 assunzioni per il potenziamento dell'anagrafe tributaria. Rinviato l'aumento delle tariffe elettriche a carico dei grandi consumatori.
- 10 luglio: la Corte costituzionale pronuncia la storica sentenza che abolisce il monopolio dello Stato nelle trasmissioni radio-televisive. Secondo la consulta, mancando regole chiare e una vera garanzia di pluralismo, il monopolio contrasta con gli articoli 21 (libertà di espressione) e 41 (libera iniziativa economica) della Costituzione. Viene dichiarata la legittimità dei ripetitori delle TV estere sul suolo italiano e delle TV via cavo.[54]
- 11 luglio: inizia alla Camera l'esame della legge per il riordino del "parastato", che prevede la liquidazione di numerosi enti pubblici le cui funzioni devono essere trasferite in gran parte alle regioni.
Con una interrogazione ai ministri del Tesoro e delle Partecipazioni Statali, i parlamentari comunisti Giovanni Pellicani e Giuseppe D'Alema chiedono chiarimenti su un prestito di cento milioni di dollari erogato dal Banco di Roma a favore di imprese non specificate di Michele Sindona residenti negli Stati Uniti. Si chiede di conoscere, in particolare, se la somma sia stata trasferita dall'Italia o erogata dalla sede dell'istituto ubicata a Nassau e quali siano i motivi che hanno spinto il governatore Guido Carli a fare un'eccezione sulla stretta creditizia imposta agli istituti bancari italiani.[55]

Il simbolo del PDUP per il comunismo

- 12-23 luglio: si riuniscono in via straordinaria i congressi de il Manifesto (Roma, 12-14 luglio) e del Nuovo Partito Socialista Italiano di Unità Proletaria (Firenze, 19-22 luglio). I due soggetti danno vita al Partito di Unità Proletaria per il Comunismo. Vittorio Foa e Luigi Pintor, in una dichiarazione congiunta, sostengono che il nuovo partito vuole unire il patrimonio storico del movimento operaio italiano con quello dei gruppi del dissenso cattolico in una nuova sinistra indipendente ma non alternativa al PCI. Obiettivi al breve periodo sono la fine del centro-sinistra, il no al compromesso storico e battaglie per la casa, la scuola e la sanità.[56]
- 12 luglio: a seguito della sentenza della Consulta sull'emittenza radiotelevisiva, una sinergia di aziende nel ramo dell'elettronica, facente capo alla Firet di Torino, annuncia un piano di installazione di ripetitori che consentiranno la diffusione della TV svizzera fino al centro Italia. Le trasmissioni potranno essere ricevute grazie ad un'antenna che costerà circa 40.000 lire.
La maggioranza di Governo si spacca alla Camera sull'esame della legge di riordino del parastato. Dopo un accordo notturno tra DC, PSI e PSDI per il mantenimento di alcuni enti, il PRI e numerosi franchi tiratori votano a favore degli emendamenti comunisti per escludere dai finanziamenti pubblici, e mandare così a liquidazione, l'OMNI (già decimato da numerosi scandali con relativi processi) lo SCAU (Servizio contributi agricoli unificati: incassa i contributi dei coltivatori per conto dell'INPS ma spende l'80% delle sue entrare per mantenersi), l'Opera nazionale pensionati (case di riposo da passare ai servizi assistenziali delle regioni).[57]

Eugenio Cefis

- 13-14 luglio: giornalisti e tipografi del Corriere della Sera presentano un esposto alla magistratura per la scalata del gruppo Rizzoli alla società editrice del quotidiano. Secondo l'esposto le trattative per il passaggio di due terzi del capitale dai gruppi Crespi e Moratti alla Rizzoli si configurano come un comportamento antisindacale per aver escluso dalla procedura comitato di redazione e consiglio di azienda. Sarebbe stato inoltre violato il patto integrativo aziendale del 1973, che escludeva passaggi di quote per cinque anni e un diritto di prelazione ai soci per gli anni successivi. Angelo Rizzoli conferma l'acquisto delle due quote e il prossimo rilevamento della quota posseduta dalla Fiat ammettendo che il finanziamento arriva dalla Montedison di Eugenio Cefis, che ha già scalato la proprietà de Il Messaggero e Il Secolo XIX.[58]
- 16 luglio: in vista della scadenza del blocco dei prezzi e dei fitti, introdotto il 31 luglio 1974, il Comitato interministeriale prezzi fissa le direttive per la vigilanza sui prezzi dei beni di prima necessità (pane, olio, carne bovina, pasta, latte, sale e zucchero). I controlli riguarderanno il costo delle materie prime, della lavorazione e della distribuzione all'ingrosso e al dettaglio. Nello stesso giorno la maggioranza proroga di un altro anno il blocco dei fitti per gli inquilini che al 31 dicembre 1972 disponevano di un reddito non superiore ai 4 milioni di lire.[59]
- 18-22 luglio: consiglio nazionale della DC: l'assise si riunisce dopo due rinvii ufficialmente tecnici e una polemica interna che si trascina dalla campagna referendaria. Nonostante la doppia sconfitta del referendum e delle regionali sarde, Fanfani difende la linea politica della maggioranza di centro-destra, accenna senza approfondimenti alla crisi economica e chiude all'ipotesi del compromesso storico. Aldo Moro fa appello per un accordo tra tutte le correnti, perché nell'unità sta la forza del partito, e nella forza del partito la stabilità del Governo: per Moro è vicino il tempo in cui sarà possibile allargare l'apertura a sinistra. Viene proposta l'istituzione di un direttorio, ma il contrasto tra le correnti di sinistra, la posizione mediatrice dei morotei e la segreteria è tale da non consentire alcun accordo. Confermato il pieno appoggio al Governo, la riunione termina senza alcuna conclusione ufficiale.[60]
- 25 luglio: il Governo viene messo in minoranza al Senato sull'emendamento alla legge delega di riforma della pubblica amministrazione che prevede l'istituzione dei cosiddetti super-ministeri. L'idea di affiancare ai gabinetti dei ministri una serie di uffici dedicati a studi e programmazione viene bocciata dall'opposizione di comunisti, liberali e missini e dalle riserve dei repubblicani e socialdemocratici.
Alla Camera un'alleanza tra PLI, MSI e franchi tiratori della destra democristiana tenta di affossare la legge per il blocco degli affitti.
Con una convergenza tra comunisti, socialisti e repubblicani, la commissione finanze e tesoro del Senato vota due emendamenti del PCI al decreto del Governo che ha imposto gli aumenti dell'IVA. Col primo l'aliquota speciale ridotta dell'1% su pane, pasta, olio, latte e carne, in scadenza al 31 dicembre 1974, viene prorogata a tutto il 1975; il secondo stabilisce che l'aliquota sulle carni non bovine rimane fissata al 3%. La medesima convergenza si registra alla commissione sanità, dove socialisti e repubblicani si uniscono ai comunisti nella richiesta di soppressione degli enti mutualistici e il varo di un disegno di legge di riforma che ne assegni le competenze sanitarie e i finanziamenti alle regioni.[61]
- 29 luglio-2 agosto: dopo una riunione coi ministri finanziari e della Sanità e i capigruppo dei partiti di maggioranza, il presidente del Consiglio annuncia una serie di modifiche sui decreti per la manovra economica, alcuni dei quali saranno trasformati in disegni di legge. Si parla di aliquote IVA più alte per i beni di lusso e ridotte per la carne bovina, una sopratassa di possesso per le auto (ridotta per i veicoli con oltre dieci anni) e per le abitazioni signorili e in cooperativa. I provvedimenti sono adottati contestualmente all'approvazione del bilancio di previsione dello Stato per il 1975, che quantifica un disavanzo di 7.373 miliardi (29.474 per le spese, 22.101 per le entrate) e al varo del disegno di legge per l'istituzione del servizio sanitario nazionale, con delega totale alle regioni delle competenze. Il Governo è intanto in difficoltà alla Camera per l'ostruzionismo di missini e liberali sul decreto per il blocco dei fitti a tutto il 1975, sul quale gravano anche il peso dei franchi tiratori democristiani e la contemporanea opposizione del PCI, che chiede misure più favorevoli per le famiglie a basso reddito. Il decreto è poi approvato con 215 si, 94 no di MSI-DN, PLI e franchi tiratori e l'astensione del PCI.[62]
- 4 agosto: Strage dell'Italicus.
Secondo un rapporto dell'Istituto nazionale per lo studio della congiuntura tra agosto 1973 e luglio 1974 i prezzi hanno registrato un aumento del 16,8% al dettaglio e del 45% all'ingrosso. Il tasso di aumento ha raggiunto gli stessi livelli dell'immediato dopoguerra, con tutte le speculazioni tipiche del periodo, con ripercussioni negative sulla bilancia dei pagamenti e sulla capacità delle famiglie monoreddito.[63]
- 6-7 agosto: alla Camera un emendamento del governo che aumenta dal 12 al 18% l'IVA sulla carne bovina, portandone il prezzo al dettaglio a circa 600 lire al kg, viene contestato dal PCI e, nel segreto del voto, da circa 30 franchi tiratori di maggioranza. Il provvedimento acuisce lo scontro interno democristiano tra le sinistre e la maggioranza di Fanfani.
Dopo una riunione col ministro degli Interni, il capo della polizia e i comandanti generali di carabinieri e guardia di finanza, Mariano Rumor annuncia la presentazione di un disegno di legge per il contrasto del terrorismo.[64]

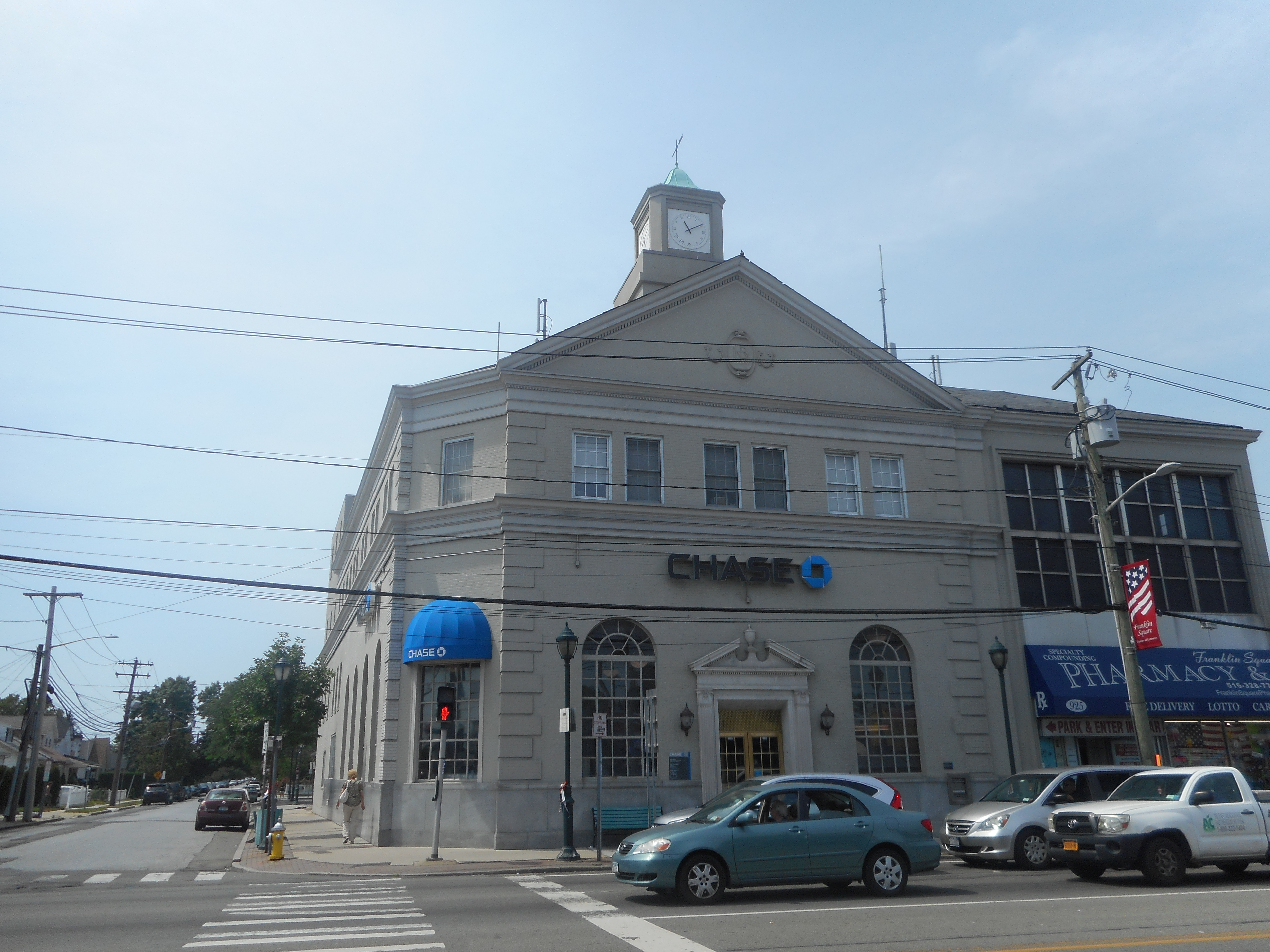
La sede centrale della Franklin National Bank, ora filiale della Chase Bank

- 6 agosto: il quotidiano economico 24 Ore pubblica alcuni resoconti sulle disavventure finanziarie di Michele Sindona negli Stati Uniti e in Italia. Sono resi pubblici la crisi della Franklyn Bank di New York, di cui Sindona controlla il 35% e salvata con un prestito di un miliardo di dollari erogato dalla Federal Reserve, e la mancata autorizzazione del ministro Ugo La Malfa all'aumento a 160 miliardi del capitale sociale della finanziaria italiana Finambro, riserva di capitale che deve servire a fondere la Società generale immobiliare con la Edilcentro sviluppo nella Immobiliare Roma.[65]
- 10 agosto: la Camera approva in via definitiva il decreto sul blocco dei fitti. Inizialmente previsto a tutto il 1974 il blocco viene prorogato al 30 giugno 1975 per le case di inquilini con reddito imponibile sotto i quattro milioni, ed uguale termine è stabilito per il blocco degli sfratti. Viene stabilito un aumento dei canoni nella misura del 20% per i contratti anteriori al 1°marzo 1947 e del 10% per quelli stipulati tra il marzo 1947 e il gennaio 1953. I canoni superiori al 10% dell'ammontare al 1°gennaio 1971 vanno ridotti a tale misura.[66]
- 11 agosto: il Governo, tenuto conto delle osservazioni giunte da più parti, decide di rinviare la presentazione del disegno di legge sul terrorismo a settembre. Nello stesso giorno viene distribuito alla Camera quello per la riforma sanitaria, messo a punto a luglio dal Consiglio dei ministri.[67]
- 13 agosto: rispondendo alle interrogazioni sulla strage del treno Italicus, il ministro degli Interni, Paolo Emilio Taviani, annuncia un vertice al Viminale cui prenderanno parte tutti i prefetti italiani, il capo della polizia, i comandanti di carabinieri e guardia di finanza. Il Governo metterà a punto un piano per il contrasto di ogni forma di terrorismo e l'individuazione di mandanti ed esecutori ad ogni livello, del quale l'annunciato disegno di legge sarà lo strumento esecutivo.
Alla Camera è approvata la conversione in legge dei decreti sulla riforma delle aliquote dell'IVA, sulle imposte dirette e sul ripiano dei deficit di alcune mutue. Il Governo è costretto a porre la fiducia sulla norma che stabilisce una diversa imposizione tra la carne macellata e i bovini vivi, avversata dal PCI ma anche da socialisti, repubblicani e parte della DC.[68]
- 17 agosto: nel commemorare l'anniversario della scomparsa di De Gasperi, il segretario democristiano Amintore Fanfani ammette che la DC si trova in un momento di profonda crisi ma avverte opposizioni interne ed alleati che il paese non può fare a meno della forza anticomunista della DC. Gli fa eco Giulio Andreotti in una intervista pubblicata nello stesso giorno sul Paese sera, in cui sostiene che il partito ha perduto la sua carica spirituale, morale e culturale. Andreotti polemizza indirettamente con Fanfani sostenendo che con uomini come De Gasperi e Togliatti la gestione del problema del divorzio si sarebbe risolta in un accordo tra le parti che non avrebbe spinto il paese al confronto referendario.
- 21 agosto: il settimanale l'Espresso pubblica una lettera riservata del presidente dell'IRI al ministro delle Partecipazioni Statali, nella quale si sollecitano il Governo e la Banca d'Italia a far affluire nelle casse dell'ente 800 miliardi di lire (500 per crediti, 300 per sovvenzione di mutui) destinati a sovvenzioni previste dalla legge e regolarmente iscritti a bilancio.
A seguito della decisione della Grecia di uscire dalla Nato circolano voci sul trasferimento delle basi dell'alleanza sul territorio italiano. Mentre Aldo Moro, ministro degli Esteri, prende tempo e rinvia una risposta, il Governo viene chiamato a riferire al Parlamento sulla veridicità delle voci e sull'eventuale ubicazione dei nuovi impianti.[69]
- 22 agosto: con un articolo sul quotidiano del partito il Popolo, Amintore Fanfani fa il punto sulla questione delle basi della Nato e, di riflesso, sui rapporti tra DC e PCI. Il segretario democristiano rileva come sui due argomenti esista una posizione ufficiale, deliberata dagli organi statutari del partito. Il pieno sostegno alla Nato e la preclusione al dialogo coi comunisti sono contestati dalla sinistra di Forze Nuove, che chiede un immediato rifiuto ufficiale alle nuove basi. Le destre di Andreotti e Scelba non prendono una posizione ma si associano alla sinistra nella richiesta di un congresso anticipato. Fanfani viene inoltre contestato dal PSI: il principale alleato di Governo sostiene con un articolo di Enrico Manca su l'Avanti che nei rapporti col PCI si sono superati storici steccati e anacronistiche discriminazioni, e che i tempi non consentono di continuare ad escludere dalle alleanze locali un partito dell'arco costituzionale pienamente inserito nell'area democratica.[70]
- 23 agosto: in una intervista rilascia al settimanale Epoca, Mariano Rumor sostiene che la crisi economica e politica è oltremodo grave. Il presidente del Consiglio parla della necessità di scelte radicali per ottimizzare le spese ed avere maggiore risorse da investire nella produttività, e respinge l'idea che l'Italia sia il malato irrecuperabile dell'occidente. Rumor ritiene non opportuno un secondo ricorso a elezioni anticipate.
Un corsivo non firmato, attribuito a Fanfani, risponde su il Popolo alla proposta avanzata da Enrico Manca per un'alleanza a tre DC, PSI, PCI per le amministrative del 1975, definendola non praticabile. Per il quotidiano democristiano solo il congresso può assumere una decisione di tale gravità.
Con la decisione di liquidare la FINAMBRO e il fallimento nella Germania federale della Bankhaus Wolf, di cui controlla il 50%, inizia a delinearsi il crollo dell'impero di Michele Sindona. Mentre la Franklyn Bank di New York ha ormai perso oltre il 50% dei depositi, e nonostante ripetute iniezioni di liquidità da parte del governo americano è scesa dal 4º al 17º posto tra i maggiori istituti americani, il finanziere siciliano si trova esposto per 20 miliardi di lire in Italia (il capitale sottoscritto della Finambro da restituire ai sottoscrittori) e per 12 milioni di marchi in Germania per il fallimento ormai dichiarato della Bass und Herz bank e della Herstatt bank.[71]
- 25 agosto: in vista della ripresa autunnale, repubblicani e socialisti premono sulla DC affinché la crisi economica e la questione dei rapporti col PCI siano al centro del dibattito politico. La proposta di Enrico Berlinguer per la collaborazione al governo di tutte le forze democratiche, popolari e antifasciste (il cosiddetto compromesso storico) viene ripresa nella DC dalle correnti di sinistra con la proposta di un rinnovamento nei rapporti DC-PCI che superi la ferita aperta dal referendum sul divorzio e il no pregiudiziale di Fanfani. Il centro-sinistra uscito dal patto di Palazzo Giustiniani è ormai logoro.[72]

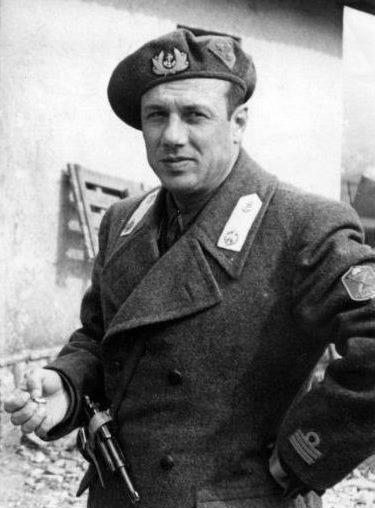
Il comandante Borghese

- 26 agosto: muore il principe Borghese.
- 28 agosto: il leader della corrente democristiana Forze nuove lancia un pesante attacco a Fanfani dalle colonne del settimanale Il mondo. Secondo Donat-Cattin la disponibilità del segretario a un congresso straordinario è strumentale: la maggioranza interna di centro-destra vorrebbe sfruttare l'assise per risolvere i problemi che ha provocato a spese dell'unità del partito. Facendo eco a una dichiarazione di Pietro Nenni sostiene che il si o il no al PCI non è un prendere o lasciare come era stato per il PSI nel 1962 e che si può avviare un dialogo per le amministrative rinviando la questione del compromesso storico al lungo periodo.

#### Settembre
- 1º settembre: a seguito di un rincaro della pasta, prima autorizzato dai comitati provinciali dei prezzi e in seguito bloccato dal governo attraverso i prefetti, si registrano in tutto il paese accaparramenti da parte dei consumatori, che vogliono comprarla al prezzo corrente, e imboscamenti di produttori e grossisti, intenzionati a rivenderla solo dopo il richiesto aumento da 420 a 500 lire al Kg. La pressoché totale mancanza di prodotto nei negozi costringe il governo a mobilitare le forze dell'ordine per l'individuazione e la denuncia degli accaparratori a qualsiasi livello.
Dopo un colloquio ufficiale di Mariano Rumor col presidente tedesco Helmut Schmidt viene negoziato tra Italia e Germania federale un prestito di 1.300 miliardi di lire, garantito con un quinto delle riserve auree italiane. Rimborsabile a sei mesi, ma rinnovabile fino a tre volte, il suo impiego farà da garanzia per una seconda apertura di credito e la proroga di un precedente debito di due miliardi di dollari contratto dall'Italia coi partner europei.[73]
- 2/6 settembre: con un decreto del ministero dell'industria viene fissato a 400 lire il prezzo della pasta prodotta dalle industrie delle province di Roma, Firenze e Bari. Il ministro Ciriaco De Mita fa presente la necessità di una riforma dei comitati provinciali dei prezzi e annuncia una fornitura straordinaria di grano a prezzo calmierato da parte dell'AIMA. Vengono intanto resi noti i risultati di un'analisi a campione sui prodotti di varie industrie, dai quali risulta che su 33 campioni di pasta solo sei presentano esclusivamente semola di grano duro. Il ministro, dopo una trattativa durata oltre 24 ore, annuncia che il prezzo al produttore sarà di 370 lire per le confezioni da cinque Kg e 390 lire per quelle da un Kg, con un massimo al dettaglio rispettivamente di 430 e 460 lire. Il governo viene chiamato a in parlamento dopo che gli industriali pastai si dichiarano insoddisfatti e ventilano la possibilità di bloccare produzione e rifornimenti.[74]
- 6 settembre: in una conferenza stampa congiunta del sindacato inquilini SUNIA, dell'associazione nazionale degli amministratori di condominio ANAI, dell'unione piccoli proprietari UNPPI e dei rivenditori di prodotti petroliferi SARPP-Confesercenti viene denunciato un aumento del gasolio da riscaldamento, del kerosene e dell'olio combustibile tra il 50 e il 100% rispetto all'autunno-inverno 1973. Secondo i calcoli del SUNIA tali aumenti graveranno sulle famiglie al punto da divorare l'intera tredicesima mensilità.[75]
- 7/8 settembre: giornata di gravissimi scontri nella borgata di San Basilio, a Roma, tra forze dell'ordine e occupanti abusivi di case popolari sostenuti dalla sinistra extraparlamentare. Polizia e carabinieri superano alcune barricate erette con un autobus e alcune automobili date alle fiamme e si scontrano per quattro ore coi manifestanti. Un giovane di 19 anni viene ucciso, 22 feriti tra le forze dell'ordine. Il governo viene messo sotto accusa per le politiche sulla casa: le opposizioni chiedono le dimissioni di Rumor e del ministro degli interni Taviani, ma si registrano forti malumori anche tra gli alleati di governo per quella che è a tutti gli effetti una guerra tra poveri.[76]
- 7 settembre: l'ISTAT diffonde il rapporto semestrale sui prezzi, dal quale si rileva che il costo della vita è aumentato del 19,3% nel corso degli ultimi 12 mesi e del 2,8% tra giugno e luglio 1974.[77]
- 10/12 settembre: in vista di un rincaro del prezzo del petrolio si rincorrono voci sulla possibilità di reintrodurre il razionamento dei carburanti e il divieto di circolazione delle automobili nei giorni festivi. In vista della verifica di maggioranza sulla politica economica il governo prende tempo e non rilascia dichiarazioni. Mentre numerose associazioni di categoria si dichiarano contrarie fonti del ministero dell'industria smentiscono che sia previsto un aumento del greggio.[78]
- 11 settembre: a seguito delle interrogazioni parlamentari del PCI e delle indiscrezioni pubblicate dal settimanale Il Mondo Guido Carli è costretto ad ammettere che lo Stato ha iniettato liquidità per 128,5 miliardi di lire per il salvataggio delle banche di Michele Sindona. La somma è stata erogata dal Banco di Roma dietro la garanzia dei pacchetti di maggioranza della Banca Privata Italiana (fusione della Banca Unione e della Banca Privata Finanziaria) e della Immobiliare Roma. Secondo Carli si tratta di un sostegno personale da parte di un gruppo di finanzieri che non decide nulla sul destino finale delle società del gruppo Sindona.
- 12 settembre: la procura di Roma apre un'inchiesta contro ignoti per indagare sugli aumenti e gli imboscamenti della pasta, e per numerose violazioni alle normative che regolano la sua fabbricazione.
A seguito delle ammissioni di Guido Carli viene diffusa la notizia che il pretore milanese Raffaello Di Palma sta indagando da alcuni mesi sulle attività della Banca Privata Finanziaria. Sindona è indagato assieme a Massimo Spada e ai membri del collegio sindacale dell'istituto per violazione dell'art. 38 della legge bancaria del 1936, che vieta al presidente di una banca di trasferire capitali o concedere mutui a realtà economiche in cui la banca stessa sia rappresentata.
A seguito dei continui rinvii del chiarimento nella maggioranza Ugo La Malfa dichiara che nel PRI sta prendendo corpo la decisione di passare dall'appoggio esterno all'opposizione. Il tempo necessario a discuterla nelle sedi statutarie del partito da tempo a Rumor per accelerare i tempi.[79]
- 19 settembre: in vista della verifica tra i partiti della maggioranza Amintore Fanfani si incontra con Mariano Rumor e al termine del colloquio dichiara che la DC non ha richiesto alcun chiarimento: sollecitato sulle contestazioni mosse dalle correnti di sinistra il segretario democristiano rifiuta di rispondere. Il PSDI si dichiara solidale con Fanfani e contrario al vertice ufficiale tra i quattro partiti di governo. I socialisti, riunita la direzione, esprimono forti riserve sull'andamento delle politiche del governo e non escludono che la mancanza di un chiarimento possa portare alla caduta dell'esecutivo. Per il PSI il proseguimento dell'esecutivo è condizionato ad una politica che sposti il maggior peso della crisi verso le classi più agiate.[80]
- 21 settembre: la posizione socialista, possibilista sull'apertura della crisi di governo, provoca una forte reazione da parte della DC: il quotidiano Il Popolo parla di processo nei confronti del partito di maggioranza, Flaminio Piccoli rincara la dose sostenendo che da parte socialista è in corso una vera e propria guerriglia. Francesco De Martino risponde a sua volta che il costo della crisi va addossato anzitutto ai corrotti e agli evasori fiscali e che senza un chiarimento interno nella DC è possibile procedere ad una verifica di maggioranza.[81]
- 24 settembre: ripresa dei lavori parlamentari: le sedute di Camera e Senato sono dedicate, come da prassi, alla risposta ad interrogazioni ed interpellanze: il governo viene contestato da tutti i gruppi di maggioranza e opposizione, esclusa la DC, per la decisione di dare risposta ad atti ispettivi vecchi di un anno e oltre, trascurando quelle più urgenti sul caso Sindona, sulla scalata Rizzoli-Montedison al Corriere della Sera e alla cessione di un consistente pacchetto azionario della stessa Montedison al capitale privato. Socialisti, socialdemocratici e repubblicani sostengono la fondatezza delle contestazioni sollevate dal gruppo comunista. Nelle stesse ore Carlo Donat-Cattin, leader di Forze nuove, contesta la gestione integralistica della segreteria Fanfani, che sta provocando problemi nel rapporto tra i partiti della maggioranza.[82]
- 26 settembre: alla Camera scoppiano gravi disordini tra deputati comunisti e missini a causa della discussione sulle autorizzazioni a procedere richieste contro 32 deputati dei MSI-DN.[83]
- 27 settembre: consiglio dei ministri: viene approvata la relazione previsionale e programmatica per il 1975. Il governo ritiene probabili nuovi provvedimenti di austerità, in particolare una riduzione dei consumi privati e una decisa lotta all'inflazione.
- 29 settembre: il ministro degli esteri Aldo Moro rientra in anticipo da una visita ufficiale negli Stati Uniti. Il comunicato della Farnesina parla di generici motivi di salute. Di li a tre anni verrà reso noto che lo statista pugliese è stato minacciato da un collaboratore del segretario di stato americano Henry Kissinger: «Onorevole, lei deve smettere di perseguire il suo piano politico di portare tutte le forze del suo Paese a collaborare direttamente. O lei smette di fare questa cosa, o la pagherà cara».[84]

#### Ottobre
- 1/2 ottobre: direzione PSDI: nella sua relazione Mario Tanassi, segretario del partito e ministro delle finanze, sostiene che col PSI non esiste un governo efficiente e che, al contempo, non è possibile una valida maggioranza di centro-sinistra senza i socialisti. Dopo reiterate richieste di una verifica, puntualmente vanificate dalla DC, il PSDI, con la sola riserva della componente saragattiana, si schiera di fatto per le dimissioni del governo e il ricorso a elezioni anticipate. Socialisti e democristiani reagiscono parlando di ingerenze provenienti dall'amministrazione americana. Rumor convoca Tanassi e Orlandi per un chiarimento ma la posizione socialdemocratica non è suscettibile di trattative. L'esperienza di governo è conclusa.[85]
- 3 ottobre: Mariano Rumor sale al Quirinale e rassegna le dimissioni[86].